# Delage Type L
Der Delage Type L war ein frühes Personenkraftwagenmodell der französischen Marke Delage. Der Hersteller bezeichnete es als Voiturette.

## Beschreibung
Die nationale Zulassungsbehörde prüfte das Fahrzeug mit der Nummer 634 und erteilte am 28. Dezember 1908 die Genehmigung. Delage bot das Modell nur 1909 an. Nachfolger wurden der Delage Type T und der Type TR. 
Ein Vierzylindermotor von Chapuis-Dornier trieb die Fahrzeuge an. Er hatte wahlweise 62 oder 65 mm Bohrung und 110 mm Hub. Das ergab 1328 bzw. 1460 cm³ Hubraum. Beide Motoren waren mit 8 Cheval fiscal eingestuft und leisteten 12,5 PS.
Das Fahrgestell hatte 1165 mm Spurweite und 2310 mm Radstand. Als Aufbauten sind Landaulet und Phaeton bekannt.

## Stückzahlen und überlebende Fahrzeuge
Peter Jacobs vom Delage Register of Great Britain erstellte im Oktober 2006 eine Übersicht über Produktionszahlen und die Anzahl von Fahrzeugen, die noch existieren. Seine Angaben zu den Bauzeiten weichen in einigen Fällen von den Angaben der Buchautoren ab. Stückzahlen zu den Modellen vor dem Ersten Weltkrieg sind unbekannt. Für dieses Modell bestätigt er die Bauzeit mit 1909. Es existieren noch zwei Fahrzeuge.